# The Wolf Among Us
The Wolf Among Us is een episodisch action-adventurecomputerspel in vijf delen. Het spel van Telltale Games is gebaseerd op de Amerikaanse stripreeks Fables van Bill Willingham. Het spel dient als prequel van de stripreeks.  Het eerste deel verscheen op 11 oktober 2013 voor Windows en Xbox 360.

## Spelbesturing
De speler bestuurt protagonist Bigby Wolf. Hij kan conversaties aangaan met andere personages en voorwerpen in zijn inventaris opnemen. De keuzes die de speler maakt, beïnvloeden de verdere verhaallijn, ook in de eventueel volgende delen. Zo dient de speler bijvoorbeeld te beslissen of hij bandiet A of B zal achtervolgen.
In actiescènes dient de speler enkele snelle toetsaanslagen te maken, dewelke ook op het scherm verschijnen. Indien hij hier niet in lukt, zal Bigby of een ander personage sterven. Het spel zal automatisch herstarten in de desbetreffende scene.

## Ontwikkeling
Telltale Games kondigde in februari 2011 aan dat het een spel zou maken gebaseerd op de Fables-stripreeks. Dit werd ook bevestigd op de Electronic Entertainment Expo in juni 2011 en New York Comic Con in oktober 2012. In februari 2013 werd de titel aangepast van Fables naar The Wolf Among Us.  Het eerste deel zou oorspronkelijk uitkomen tijdens het eerste kwartaal van 2012, maar werd eerst uitgesteld tot het derde kwartaal van 2012, dan tot het derde kwartaal van 2013 om uiteindelijk te verschijnen in oktober 2013. Volgens Telltale Games waren deze opschuivingen te wijten aan het succes van hun spel The Walking Dead.

## Verhaal
Hou er rekening mee dat acties van de speler het spelverloop beïnvloeden, vandaar dat enkel de grote lijnen van het verhaal werden opgenomen.
Het spel vindt plaats anno 1986, jaren voor de gebeurtenissen in de eerste strip van Fables. Fabletown is een verborgen stad in Manhattan. In de stad wonen "fables", magische wezens, die gevlucht zijn uit "The Homelands" waar dictator "Adversary" regeert tezamen met zijn leger bestaande uit "Tweedles". In Manhattan dienen de fables zich te verbergen voor de mensen, die zij "mundies" noemen. Daarom moeten de wezens bij aankomst in Manhattan een "glamour"-toverspreuk gebruiken waarmee ze zich een menselijke gedaante kunnen aannemen. Bigby Wolf is sheriff van Fabletown en moet onder andere toezien dat Fabletown en zijn inwoners niet worden ontdekt.
Bij start van het spel heeft Bigby Wolf een jonge prostituee gered van een gedrogeerde man. De volgende dag ligt het hoofd van de vrouw voor Bigby's appartement. Hij en Snow White ontdekken dat de prostituee in werkelijkheid fable Faith is. Zij is in de prostitutie gestapt zodat zij en haar man Prins Lawrence kunnen overleven. Dee en Dum, twee "Tweedles", werden gesignaleerd aan Faiths appartement. Bigby gaat op onderzoek. Niet veel later vindt hij Snows hoofd aan zijn appartement.
Bigby wordt opgepakt door de Mundy-politie. Fable Ichabod Crane gebruikt zijn magische krachten zodat Bigby kan ontsnappen. Verder gebruikt hij een toverspreuk zodat het ganse incident uit het geheugen van de politiemannen is verdwenen alsook uit het archief. Bigby is verrast wanneer Snow White plots opduikt. Het eerdere hoofd was dat van Lilly, de zus van de trol Holly. Lilly werkte in de stripclub van pooier Georgie-Porgie. Via prostituee Nerissa ontvangt Bigby een sleutel van het appartement waar Lilly werd vermoord. Het lijkt dat zij werd vermoord tijdens een rollenspel dat elementen bevat van het mundie-sprookje Sneeuwwitje. Bigby vindt in het appartement een foto van Crane.
Bigby zet een klopjacht in op Crane en komt al snel te weten dat de Tweedles Dee en Dum ook naar hem op zoek zijn. Uiteindelijk vinden Snow en Bigby hem in Georgies bar. Echter vinden ze dat Crane niet het profiel heeft van een moordenaar. Ze beslissen om hem mee te nemen naar het hoofdbureau, maar worden onderweg tegengehouden door Crooked Man, Bloody Mary, Dee en Dum. Zij eisen Crane op. Mary jut Bigby op waardoor deze laatste zijn wolf-vorm aanneemt en een gevecht met haar en de Tweedles start. De Tweedles worden uitgeschakeld, maar Mary schiet Bigby neer met een revolver. Daarop stopt Snow het gevecht door Crane uit te leveren. Dan wordt duidelijk dat Crooked Man de intentie heeft om Fabletown over te nemen.
Nadat Bigby is hersteld van het schietincident ontmoet hij Nerissa nogmaals. Zij blijkt een lint te dragen waardoor ze de waarheid niet kan zeggen. Daarom spreekt ze in een cryptische taal. Zo kan ze aanwijzingen geven waar het ontbrekende deel van de magische spiegel is. Nadat de spiegel is hersteld, ontdekken ze de echte schuilplaats van Crooked Man. Daar werd Bigby al verwacht door Crooked Man. Hij biedt Bigby een stoel aan om te onderhandelen over hoe hij Fabletown wil regeren.